# Argenterie

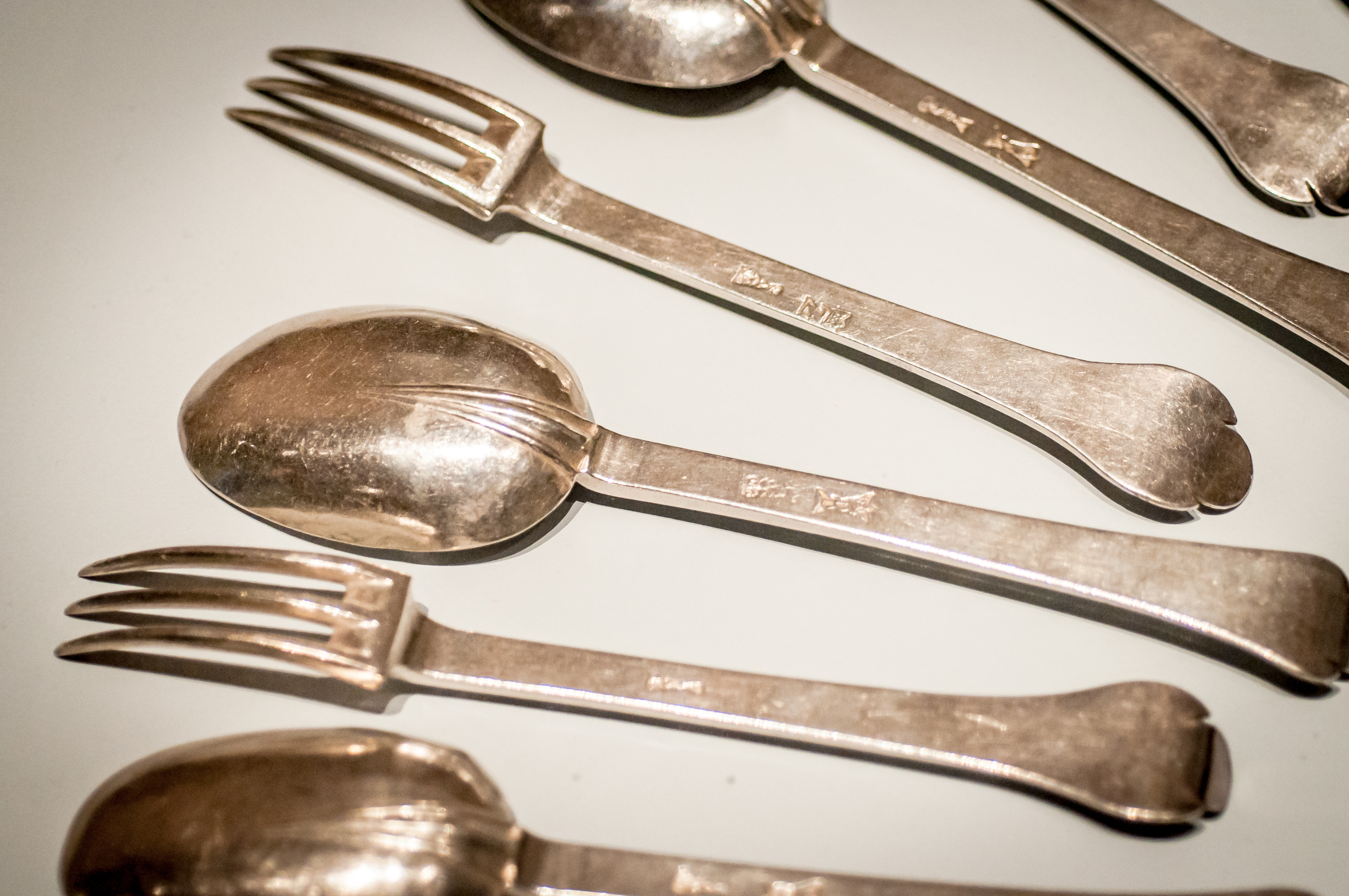
Couverts en argent français du XVIIe siècle.

 (décembre 2016).
Si vous disposez d'ouvrages ou d'articles de référence ou si vous connaissez des sites web de qualité traitant du thème abordé ici, merci de compléter l'article en donnant les références utiles à sa vérifiabilité et en les liant à la section « Notes et références ».
L'argenterie est un terme général désignant l'ensemble des objets mobiliers fabriqués en argent massif ou en métal argenté, voire en vermeil (argent plaqué en or). 
Elle est souvent appelée, par abus de langage, orfèvrerie, mot qui désigne l'ensemble des objets fabriqués en or[réf. souhaitée].

## Histoire
Avant l'invention de l'acier inoxydable, la version moins luxueuse de ces objets était en étain.[réf. nécessaire]
Elle comprend les couverts, les assiettes, les plats et pièces à boire (aiguière, coupes, gobelets), ainsi que les ustensiles de service et de table tels que flambeaux ou bougeoirs, plats de service, salerons, tasse à vin (ou tastevin), mouchettes, pot à poudre, sucriers, etc. Elle comprend aussi les objets mobiliers précieux des maisons et des églises (vases précieux, chandeliers, statues), mais pas les bijoux.
Les objets mobiliers fabriqués en or s'appellent orfèvrerie, terme qui tend à désigner aussi le travail des pièces en argent massif ou métal argenté lorsqu'elles sont finement sculptées ou gravées comme celles en or.

## Procédés
Il fait appel à diverses techniques, parmi lesquelles la ciselure, l'estampage, la gravure, le poinçonné, le repercé ou découpage à jour, et le repoussé. 

## L'argenterie comme instrument de crédit

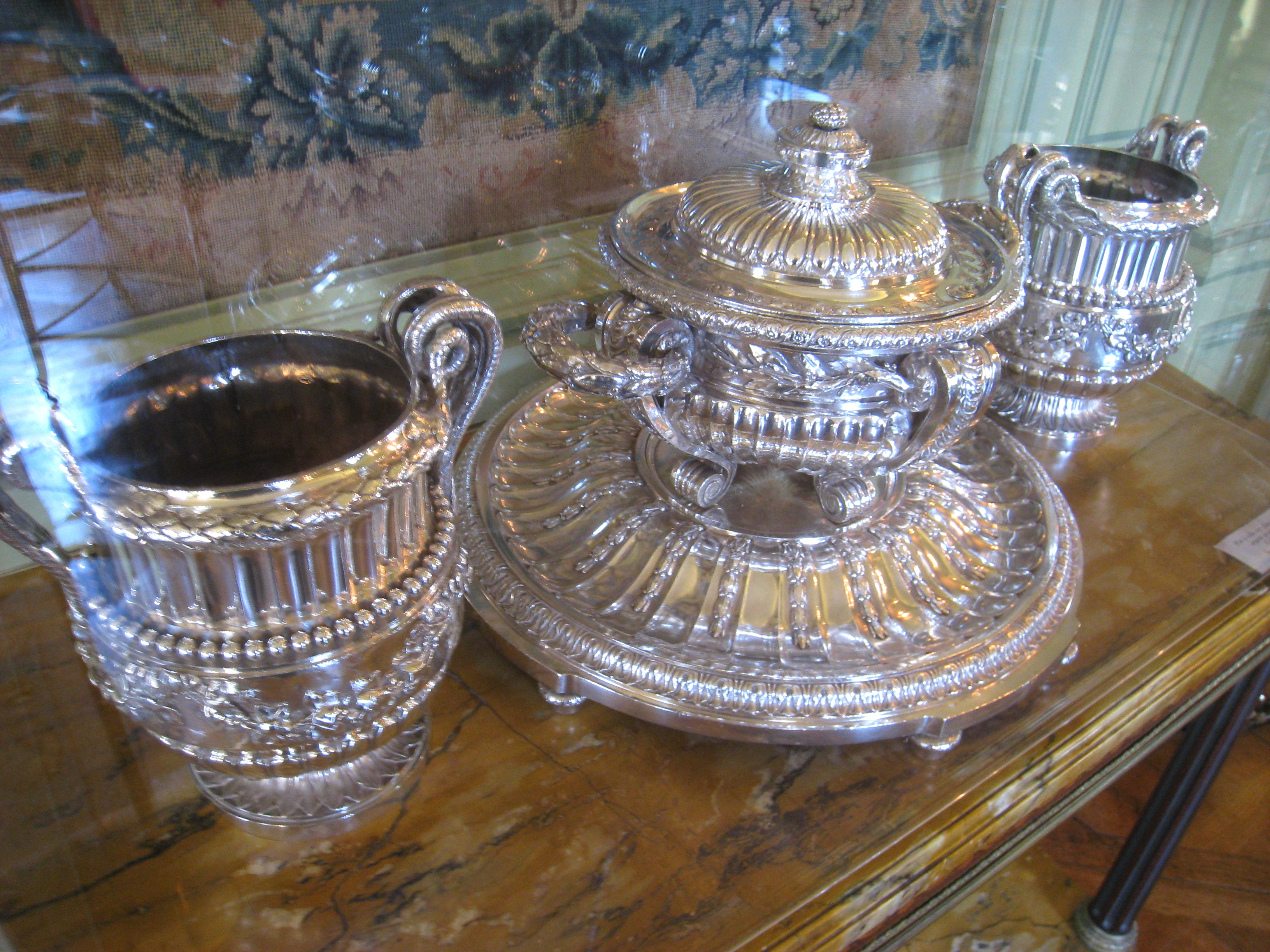
Pièces décoratives en argenterie commandées par Catherine la Grande pour son favori Orloff (Musée Nissim-de-Camondo).

L'argenterie constituait pour les familles un moyen de montrer leur fortune et d'asseoir leur crédit : les pièces d'argenteries étaient présentées sur des meubles spéciaux appelés argentiers. 
Elle constituait aussi une réserve d'argent qui pouvait être vendue ou mise en gage pour faire face à une dépense imprévue. C'est ainsi que le roi Louis XIV envoya son argenterie, comprenant un important mobilier (commodes, consoles, etc), à la monnaie pour être fondue. Cette fonte coûtait 10 % du poids d'argent.

## Marques du possesseur et poinçon du fabricant
Les pièces d'argenteries portent souvent la marque de leur propriétaire : monogramme, matricule, armoiries, symbole de communautés pour celles appartenant à l'État (administration, ambassade, Marine nationale, régiment, entre autres) ou à une entreprise (hôtel, compagnie de navigation ou d'aviation, entre autres).
Les poinçons que l’on trouve sur ces pièces sont réglementés et déposés : ils permettent généralement de connaître au moins la quantité d'argent pur dans l'alliage ou le plaquage, ainsi que le nom du fabricant.